# Antigalléguisme
L'antigalléguisme ou galegophobie (en espagnol : gallegofobia, en galicien : galegofobia) est une forme de xénophobie dirigée à l'encontre des Galiciens sous prétexte de leur langue ou leur culture. Le terme désigne également une attitude de rejet du galléguisme.